# Dan Shor
Pour les articles homonymes, voir Shor (homonymie).
Dan Shor est un acteur américain né le 16 novembre 1956 à New York.

## Filmographie

### Cinéma
- 1979 : Le Malin : Enoch Emory
- 1981 : Back Roads : Spivey
- 1981 : Strange Behaviour : Pete Brady
- 1982 : Tron : Ram
- 1983 : Les envahisseurs sont parmi nous : l'adolescent du prologue
- 1983 : Strangers Kiss : Farris le producteur
- 1984 : Talk to Me : Julian Howard
- 1984 : Mort d'un "dealer"... : Richard
- 1985 : Mesmerized : George
- 1986 : Sans issue : Billy Lyons
- 1988 : Daddy's Boys : Hawk
- 1989 : L'Excellente Aventure de Bill et Ted : Billy the Kid
- 1990 : Solar Crisis : Harvard
- 1991 : Ghoulies 3: Ghoulies Go to College : le professeur
- 1993 : Le Double maléfique  (Doppelganger) : Stanley White
- 1993 : Red Rock West : le député Russ Bowman
- 1997 : Air Force One : Notre-Dame-Aide
- 1999 : Night Train : Jones
- 2004 : Roomies : le barman
- 2009 : Passing Strangers : le photographe
- 2011 : Tron: The Next Day : Roy Kleinberg
- 2011 : My Angel My Hero : le père de Mira

### Télévision
- 1978 : Once Upon a Classic : Clarence (1 épisode)
- 1979 : Studs Lonigan : Studs jeune
- 1981 : Côte Ouest : Bobby (1 épisode)
- 1982 : The Blue and the Gray : Lukye Geyser (3 épisodes)
- 1985-1986 : Cagney et Lacey : Détective Jonah Newman (19 épisodes)
- 1988 : Arabesque : Pierce (1 épisode)
- 1989 : La Belle et la Bête : Bernie Spirko (1 épisode)
- 1989 : Génération Pub : Kit (1 épisode)
- 1989 : Star Trek : La Nouvelle Génération : Dr Arridor (1 épisode)
- 1996 : Star Trek: Voyager : Dr Arridor (1 épisode)
- 2000 : Amy : D.A. Daniel Boyd (1 épisode)
- 2002 : X-Files : Aux frontières du réel (1 épisode)